# Magnolia patungensis
Espèce
Statut de conservation UICN

 EN C2a(i) : En danger
Magnolia patungensis est une espèce de plantes à fleurs de la famille des Magnoliacées. C'est un arbre endémique de Chine.

## Description
Cet arbre mesure jusqu'à 25 m de haut. Il fleurit de mai à juin et donne des fruits de septembre à octobre.

## Répartition et habitat
Cette espèce est endémique de Chine où elle est présente dans les provinces de Chongqing, Hubei et Sichuan.